# ويليام ووكر (ملحن)
ويليام ووكر (بالإنجليزية: William Walker) هو ملحن أمريكي، ولد في 6 مايو 1809 في Cross Keys, South Carolina ‏ في الولايات المتحدة، وتوفي في 24 سبتمبر 1875.

## وصلات خارجية
- ويليام ووكر على موقع ميوزك برينز (الإنجليزية)
- ويليام ووكر على موقع ديسكوغز (الإنجليزية)